# Гловачув (гмина)
Гловачув (пол. Głowaczów) — сельская гмина (уезд) в Польше, входит как административная единица в Козеницкий повет, Мазовецкое воеводство. Население — 7400 человек (на 2004 год).

## Демография
| Перепись                       | Всего   | Всего | Женщины | Женщины | Мужчины | Мужчины |
| ------------------------------ | ------- | ----- | ------- | ------- | ------- | ------- |
| Единицы                        | человек | %     | человек | %       | человек | %       |
| Население                      | 7400    | 100   | 3640    | 49,2    | 3760    | 50,8    |
| Плотность населения (чел./км²) | 39,7    | 39,7  | 19,5    | 19,5    | 20,2    | 20,2    |

## Сельские округа
1. Адамув
2. Бобровники
3. Бжуза
4. Цецылювка-Бжузка
5. Цецылювка
6. Ходкув
7. Домбрувки
8. Эмилюв
9. Гловачув
10. Грабноволя
11. Хеленув
12. Хенрыкув
13. Игнацувка-Бобровска
14. Игнацувка
15. Ясенец
16. Клементынув
17. Косны
18. Леженице
19. Липа
20. Липска-Воля
21. Лукава
22. Лукавска-Воля
23. Мацеёвице
24. Марямполь
25. Марянув
26. Михалув
27. Мейска-Домброва
28. Монёхы
29. Подмесце
30. Пшеязд
31. Рогожек
32. Северынув
33. Станиславув
34. Ставки
35. Студне
36. Студзянки-Панцерне
37. Урсынув
38. Вулька-Бжузка
39. Зеленец

## Соседние гмины
1. Гмина Грабув-над-Пилицей
2. Гмина Ястшембя
3. Гмина Едлиньск
4. Гмина Козенице
5. Гмина Магнушев
6. Гмина Пёнки
7. Гмина Стромец